# جيهان قمري
جيهان قمري (5 يوليو 1969 -)، ممثلة لبنانية.

## عن حياتها
ولدت لأب وأم لبنانيين حيث أن والدتها هي الفنانة ليلى قمري. عملت في بداية حياتها مذيعة في إحدى الفضائيات اللبنانية، وراقصة لفرقة فنون شعبية لبنانية اسمها «أسرار». شاركت في العديد من الأدوار التلفزيونية والسينمائية. دخلت عالم الفن بعد سماعها نصيحة تلقتها من إحدى منتجات السينما اللبنانية بأن تتجه إلى القاهرة لتبحث عن فرصة تمثيلية. كان أول فيلم قدمته كممثلة من إخراج طارق النهري واسمه «الأيام الأخيرة»، شاركت بعدها في مسلسل لبناني سوري هو «اللعب ممنوع».

### حياتها الأسرية
تزوجت بعام 2015 من طبيب الأسنان «باسم السواح» إلا أن زواجهما لم يدم سوى 7 أشهر.

## أعمالها

### الأفلام
- 2000: رجال من مصر
- 2001: إحنا أصحاب المطار
- 2002: بركان الغضب
- 2005: واحد كابوتشينو
- 2005: علمني الحب
- 2005: سهر البنات
- 2006: عمارة يعقوبيان
- 2007: الأولة في الغرام
- 2007: اثنين على الرصيف
- 2008: حسن طيارة
- 2010: قاطع شحن
- 2010: دقي يا مزيكا

### المسلسلات
- 1998: السيرة الهلالية (ج2)
- 1999: إمسك الخشب
- 1999: أحلام مؤجلة
- 2000: قط وفار فايف ستار
- 2000: عندما تثور النساء
- 2000: حبنا الكبير
- 2002: حمام بشتك
- 2002: حلم ابن السبيل
- 2002: أوراق مصرية (ج2)
- 2002: إنسى اللي فات يا فرحات
- 2002: العطار والسبع بنات
- 2002: الخيول
- 2002: الإمبراطور
- 2002: اجري اجري
- 2003: ولا في الأحلام
- 2003: مؤسسة شهر العسل
- 2004: ملح الأرض
- 2004: بنت من شبرا
- 2004: بطة وأخواتها
- 2004: أوراق مصرية (ج3)
- 2004: القرار الأخير
- 2005: مسائل عائلية جدا
- 2005: أحلام في البوابة
- 2005: ألف ليلة وليلة
- 2006: شخلول
- 2008: ليل الثعالب
- 2008: علي مبارك
- 2008: شط إسكندرية
- 2009: صبيان وبنات
- 2010: ونيس وأيامه (ج7)
- 2010: بابا نور
- 2010: أكتوبر الآخر
- 2011: لحظة ميلاد
- 2011: تلك الليلة
- 2012: لحظات حرجة (ج3)
- 2012: فرح العمدة
- 2013: مدرسة الأحلام
- 2013: كان ياما كان: إكرام الميت (ج1)
- 2013: فى بيتنا حريقة
- 2013: القاصرات
- 2013: ألف سلامة
- 2014: قلوب
- 2014: شارع عبد العزيز (ج2)
- 2014: تماسيح النيل
- 2015: سلسال الدم (ج2)
- 2016: سلسال الدم (ج3)
- 2017: سلسال الدم (ج4)
- 2018: شوقية وعيلتها المفترية
- 2018: سلسال الدم (ج5)
- 2019: شقة فيصل
- 2020: البيت الكبير (ج3)

### المسرحيات
- 2001: دو ري مي فاصوليا
- 2015: الحقونا يا هوووه

### المسلسلات الإذاعية
- 2017: بابا فالنتينو

## وصلات خارجية
- جيهان قمري على موقع IMDb (الإنجليزية)
- جيهان قمري على موقع الدهليز
- جيهان قمري على موقع قاعدة بيانات الأفلام العربية
- جيهان قمري على موقع قاعدة بيانات الفيلم (الإنجليزية)